# One red paperclip

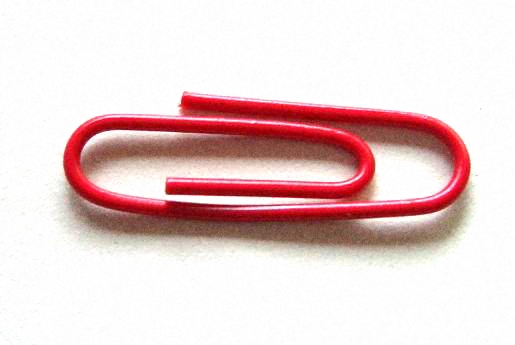
Die ursprünglich von Kyle eingesetzte Büroklammer

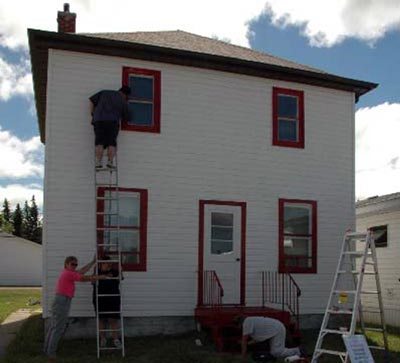
Das letztendlich von ihm ertauschte Haus

One red paperclip (deutsch eine rote Büroklammer) ist eine Website sowie die Erfolgsgeschichte des kanadischen Bloggers Kyle MacDonald, der durch Tauschhandel von einer roten Büroklammer ausgehend in den Besitz eines Hauses gelangte, infolge einer Tauschserie innerhalb eines Jahres. 
Inspiriert wurde MacDonald durch das Kinderspiel „Bigger, Better“. Seine Website gewann im Verlauf der auf ihr festgehaltenen Tauschaktion beachtliche Aufmerksamkeit. "A lot of people have been asking how I've stirred up so much publicity around the project, and my simple answer is: 'I have no idea,'" sagte er gegenüber der BBC. Auf Deutsch: „Viele Leute haben gefragt, wie ich so viel Aufmerksamkeit für das Projekt gewinnen konnte. Die einfache Antwort ist: Ich habe keine Ahnung.“
Kyle MacDonald wurde 1979 in Port Moody, einem Vorort östlich von Vancouver, geboren, und wohnte jahrelang mit seiner Freundin Dominique in Montreal. Jetzt wohnt er mit ihr in dem Haus in Kipling, welches er im Verlauf von 14 Tauschaktionen erhielt. Seine Erlebnisse hat der junge Kanadier in seinem Buch One Red Paper Clip niedergeschrieben, das auch ins Deutsche übersetzt wurde. Seine Tauschaktion wird häufig als die „verrückteste Internet-Tauschaktion der Welt“ bezeichnet.

## Verlauf
MacDonald führte seinen ersten Tausch, eine rote Büroklammer gegen einen fischförmigen Stift, am 14. Juli 2005 durch. Er erreichte sein Ziel mit dem vierzehnten Tausch, eine Filmrolle gegen ein Haus. Im Folgenden die komplette Liste der Transaktionen:
- Am 14. Juli 2005 reiste er nach Vancouver und tauschte die Büroklammer gegen einen fischförmigen Stift.
- Am selben Tag tauschte er den Stift gegen einen handgemachten Türknauf aus Keramik in Seattle, Washington.
- Am 25. Juli 2005 reiste er mit einem Freund nach Amherst, Massachusetts und tauschte den Türknauf gegen einen Grill.
- Am 24. September 2005 reiste er nach San Clemente, Kalifornien und handelte auf einer US-Militärbasis den Grill gegen einen 1000-Watt-Generator.
- Nachdem der Generator von der New Yorker Feuerwehr beschlagnahmt worden war, unternahm er am 16. November 2005 einen zweiten, erfolgreichen Versuch in Maspeth, Queens, den Generator gegen eine "Instant-Party" zu tauschen. Diese bestand aus einem leeren Fass, einem Gutschein zum Füllen des Fasses mit einem Bier nach Wahl sowie einer Budweiser-Neon-Leuchtreklame.
- Am 8. Dezember 2005 tauschte er die "Instant-party" mit dem Komödianten und Radio-Moderatoren Michel Barrette gegen einen Motorschlitten.
- Innerhalb einer Woche tauschte er den Motorschlitten gegen eine dreitägige Zweipersonenreise nach Yahk, British Columbia, im Februar 2006.
- Um den 7. Januar 2006 tauschte er die Reise gegen einen Kleinlaster mit Aufbau.
- Um den 22. Februar tauschte er den Kleinlaster gegen einen Plattenvertrag für eine CD mit „Metal Works“ in Toronto.
- Um den 11. April tauschte er den Plattenvertrag mit Jody Marie Gnant für eine Jahresmiete für ein Zimmer in ihrem Haus in Phoenix, Arizona.
- Um den 26. Mai 2006 tauschte er die Jahresmiete gegen einen Nachmittag mit Alice Cooper.
- Etwa am gleichen Tag tauschte er den Nachmittag mit Alice Cooper gegen einen Fanartikel der Band Kiss: Eine Schneekugel, die es jedoch nur fünf Mal auf der Welt gab.
- Am 2. Juni 2006 tauschte er mit dem Filmregisseur Corbin Bernsen die Schneekugel gegen eine Rolle in dem Film Donna on Demand.[2]
- Am 5. Juli 2006 tauschte er die Filmrolle gegen ein frisch renoviertes, zweistöckiges Farmhaus in Kipling (Saskatchewan), sowie die lebenslange Ehrenbürgerschaft.